# Pindúr pandúrok (televíziós sorozat, 2016)
A Pindúr pandúrok (eredeti cím: The Powerpuff Girls) 2016 és 2019 között vetített amerikai televíziós 2D-s számítógépes animációs akciósorozat, amelyet Craig McCracken alkotott, az 1998-as Pindúr pandúrok című rajzfilmsorozat alapján. Az új szériát 2014. június 16-án jelentették be, a csatorna több játékgyártó céggel licenc-szerződést kötött a merchandise kiépítése érdekében.
Amerikában 2016. április 4-én mutatta be Cartoon Network, Magyarországon 2016. április 23-án a  Cartoon Network mutatta be.
A főhősök a három, szupererővel bíró Pindúr pandúr, akiket Utónium professzor teremtett. A feltaláló só, cukor és egyéb összetevőkből („minden mi jó”) próbálta megteremteni a tökéletes kislányokat. Ám véletlenül az X-vegyszer is beleömlött az elegybe. Ez eredményezi a lányok képességeit, amelyek a bűnüldözésben segítik őket Bogárfalva városában.

## Szereplők
| Szereplő            | Eredeti hang                                   | Magyar hang                                                                |
| ------------------- | ---------------------------------------------- | -------------------------------------------------------------------------- |
| Sziporka            | Amanda Leighton                                | Törtei Tünde                                                               |
| Puszedli            | Kristen Li                                     | Vadász Bea                                                                 |
| Csuporka            | Natalie Palamides                              | Kiss Virág                                                                 |
| Bikinis Bianka      | Natalie Palamides                              | Hábermann Lívia (1. hang) Oláh Orsolya (2. hang)                           |
| Pukkancs            | Olivia Olson                                   | Földes Eszter                                                              |
| Utónium Professzor  | Tom Kane                                       | Czvetkó Sándor                                                             |
| Ő                   | Tom Kane                                       | Galbenisz Tomasz                                                           |
| Tolvaj Patkesz      | Jason Spisak                                   | Galbenisz Tomasz                                                           |
| Bogármester         | Tom Kenny                                      | Kassai Károly                                                              |
| narrátor            | Tom Kenny                                      | Pál Tamás                                                                  |
| Kisagyszony         | Jennifer Martin                                | Solecki Janka                                                              |
| Ms. Keane           | Jennifer Hale                                  | Pupos Tímea (1. hang) Bogdányi Titanilla (2. hang) Solecki Janka (3. hang) |
| Donny               | Josh Fadem                                     | Moser Károly                                                               |
| BorzaszTóni         | Jim Cummings                                   | Moser Károly                                                               |
| Mohó Jojó           | Roger L. Jackson                               | Törköly Levente                                                            |
| Pénzeszsák hercegnő | Haley Mancini (1. hang) Kelsy Abbott (2. hang) | Dögei Éva                                                                  |
| Ász                 | Jeff Bennett                                   | Timon Barna                                                                |
| Férfiú              | Maurice LaMarche                               | Maday Gábor                                                                |
| Jemica              | Anais Fairweather                              | Pekár Adrienn                                                              |

### Magyar változat
A szinkront a Turner Broadcasting System megbízásából az SDI Media Hungary készítette.
Magyar szöveg: Boros Karina
Hangmérnök: Bauer Zoltán, Hollósi Péter (főcímdal)
Vágó: Wünsch Attila, Bauer Zoltán, Pilipár Éva
Gyártásvezető: Molnár Melinda, Derzsi-Kovács Éva
Szinkronrendező: Bauer Eszter
Produkciós vezető: Varga Fruzsina
Dalszövegíró: Szente Vajk (főcímdal), Szalay Csongor
Zenei rendező: Bolba Tamás (főcímdal), Fellegi Lénárd
Főcímdal: Vágó Zsuzsanna
További magyar hangok
- Galbenisz Tomasz – répaszörny
- Láng Balázs – szakácsverseny narrátora
- Moser Károly – fiú tinédzser a középiskolában
- Nádasi Veronika – Parie
- Nemes Takách Kata – női unikornis, tinédzserlány a középiskolában, Marilyn (1. hang)
- Pekár Adrienn – Remény,
- Penke Bence – Jared
- Sági Tímea – Safna Nehru
- Széles Tamás – jógatanár

## Epizódok
| Évad | Évad        | Epizódok | Eredeti sugárzás  | Eredeti sugárzás   | Magyar sugárzás                                    | Magyar sugárzás     |
| Évad | Évad        | Epizódok | Évadpremier       | Évadfinálé         | Évadpremier                                        | Évadfinálé          |
| ---- | ----------- | -------- | ----------------- | ------------------ | -------------------------------------------------- | ------------------- |
|      | Rövidfilmek | 4        | 2016. február 16. | 2016. június 24.   | TBA                                                | TBA                 |
|      | 1           | 39       | 2016. április 4.  | 2016. december 24. | 2016. április 21. (YouTube) 2016. április 23. (TV) | 2017. február 3.    |
|      | 2           | 43       | 2017. március 3.  | 2018. május 13.    | 2017. május 22.                                    | 2018. augusztus 24. |
|      | 3           | 40       | 2018. május 13.   | 2019. június 16.   | 2018. március 23.                                  | 2019. szeptember 3. |